# Urashima lamellidentatus
Urashima lamellidentatus is een krabbensoort uit de familie van de Leucosiidae. De wetenschappelijke naam van de soort is voor het eerst geldig gepubliceerd in 1892 door Wood-Mason.